# Dimorphocladon echinocarpum
Dimorphocladon echinocarpum là một loài Rêu trong họ Hookeriaceae. Loài này được H. Akiyama mô tả khoa học đầu tiên năm 2011.